# Columbushaus
Ne doit pas être confondu avec le camp de concentration Columbiahaus.
Le Columbushaus était un immeuble de bureaux et de commerce de neuf étages sur la Potsdamer Platz à Berlin, qui exista de 1932 à 1957. Il est alors extrêmement novateur, évoquant avec vingt ans d’avance l’architecture des années 1950.
Conçu par l'architecte Erich Mendelsohn, le bâtiment survit aux destructions de la bataille de Berlin en 1945 mais est incendié durant le soulèvement du 17 juin 1953, et ses ruines sont rasées en 1957.

## Histoire

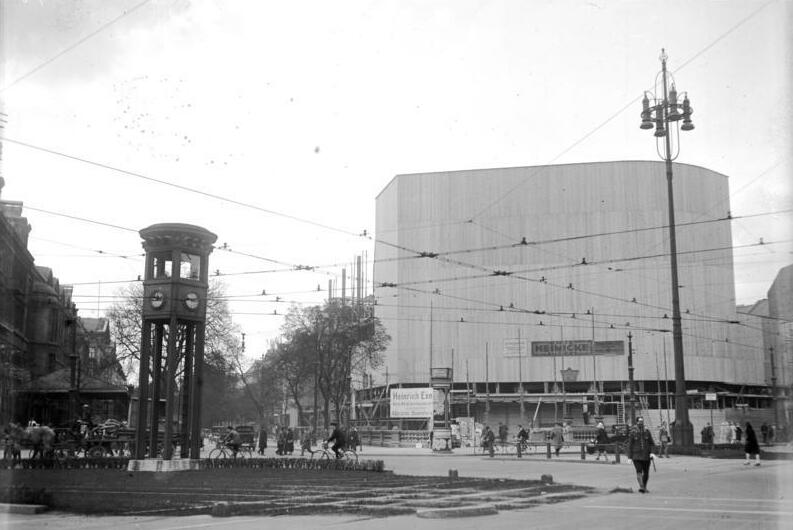
Chantier de construction du Columbushaus derrière un mur de planches qu'on louait pour des affiches publicitaires, 1928. Au premier plan, la Verkehrsturm, le premier feu de circulation d'Allemagne.

Le Columbushaus est construit de 1930 à 1932 par Erich Mendelsohn pour le compte du Groupe Wertheim sur le site de l'hôtel Bellevue, démoli en 1928.
Le grand bâtiment de neuf étages d'aspect moderne, doté d'une structure de cadres métalliques horizontaux, se démarque clairement des autres bâtiments de la Potsdamer Platz. Jusqu'alors s'y trouvent des bâtiments de l'époque wilhelminienne ou des bâtiments de conception classique. Sa charpente en acier permet de se passer des piliers traversant les planchers des bureaux, facilitant ainsi leur agencement en les divisant à volonté avec des cloisons non porteuses. Le Columbushaus est aussi pourvu d'un système de ventilation, une première en Allemagne.
En raison de sa complexité technique et de la situation économique qui suit la Grande Dépression, les gestionnaires du bâtiment ont des difficultés à le louer dans les premières années après son achèvement au printemps 1932 : on manque de locataires pour les bureaux du deuxième au huitième étage ainsi que les magasins du rez-de-chaussée et du premier étage. Le bâtiment reste presque complètement vide, malgré des « prix raisonnables » pour des bureaux à partir de 75 Mark.
Lorsqu'il est finalement question de louer un magasin à Woolworth's en décembre 1932, un nouveau règlement pour l'établissement de nouveaux commerces empêche l'ouverture. Malgré l'interdiction, le ministre des Affaires économiques et du Travail fait une exception et permet à Woolworth's d'ouvrir sa succursale sur la Potsdamer Platz. Cependant, Woolworth's s'engage à ne pas ouvrir d'ici avril 1936 d'autres succursales en Prusse.

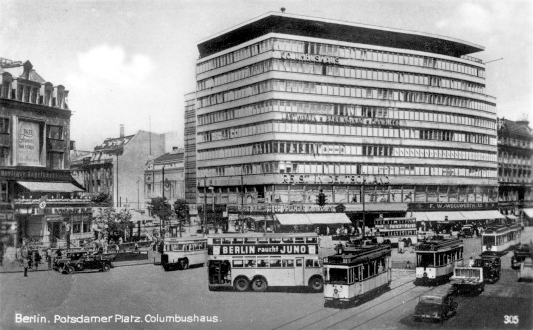
Le Columbushaus, vers 1939

Dès l'automne 1932 sur la façade extérieure, on affiche au 9e étage une publicité pour le Columbushaus sur les deux façades du bâtiment. En 1933 et 1934 s'installent des médecins, des avocats, des petites agences et des associations. En 1935, le constructeur de poids-lourds Büssing AG y installe ses bureaux et place une grande publicité extérieure sur la façade, suivi d'autres entreprises connues. Pendant les Jeux olympiques d'été de 1936 à Berlin, le bâtiment abrite le centre d'information du Comité d'organisation des Jeux. L'entreprise sidérurgique Deutsche Edelstahlwerke y installe son siège et une publicité extérieure en 1937. De 1934 à 1938, une grande publicité au néon est fournie par Siemens-Schuckert pour le journal national-socialiste Braune Post et installée sur le toit.
Le 1er décembre 1939, le nazi Richard von Hegener y loue trois ou quatre bureaux pour des organisations de façade créées pour perpétrer les assassinats de l'Aktion T4. Ce bureau central reste utilisé au moins jusqu'en avril 1940, lorsque le n° 4 de la Tiergartenstraße devienne le siège de l'organisation. Dans l'annuaire de Berlin de 1941, on y trouve mentionnée la Gemeinnützige Krankentransportgesellschaft, une fausse association d'ambulance et de transport de malades qui masque en fait une subdivision de l'Aktion T4.

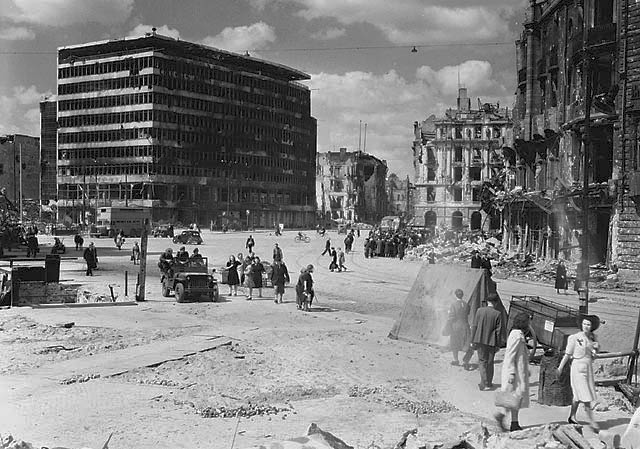
Le Columbushaus endommagé (à gauche), juillet 1945

Pendant le raid aérien du 3 février 1945, le Columbushaus est complètement incendié. Lors de la bataille de Berlin, le bâtiment subit d'autres dommages, bien que les structures portantes aient été en grande partie préservées. Après la guerre, le site se trouve dans le secteur soviétique car faisant partie du quartier de Mitte.

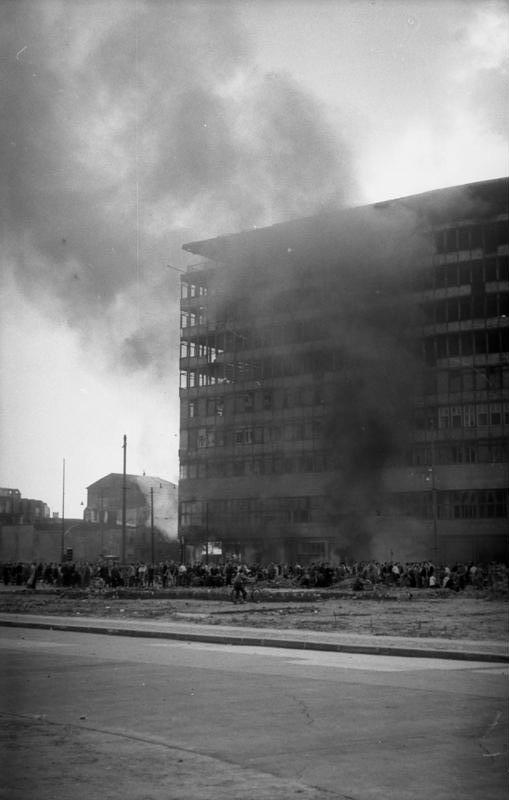
Incendie de juin 1953.

Dans les années 1945-1948, le groupe Wertheim utilise le magasin et les bureaux qui étaient autrefois utilisés par Woolworth puis par AWAG. Après l'expropriation du groupe Wertheim à Berlin-Est, les locaux sont repris par la Handelsorganisation (HO), l'entreprise d'État de commerce de détail.

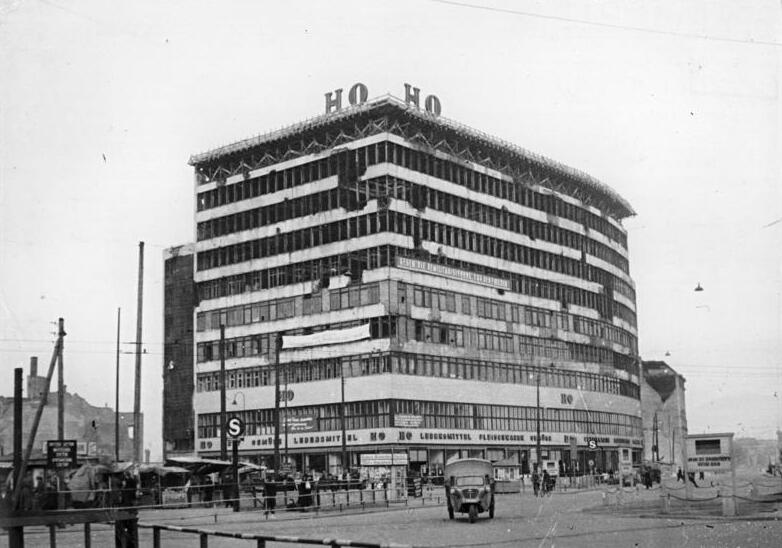
HO occupe le Columbushaus, décembre 1950.

À la fin de 1949, des dommages dans la structure porteuse du bâtiment occasionnent le remplacement de poutres en acier. Au second semestre 1950, les bureaux d'études de la RDA élaborent des plans de rénovation de l'ensemble du bâtiment. Cependant, seuls les travaux du rez-de-chaussée et du premier étage sont effectués, les étages supérieurs ne sont pas réparés, laissant apparaître une façade dégradée et des fenêtres endommagées. Fin décembre 1950, les travaux de rénovation sont en grande partie achevés et un grand magasin HO s'installe dans tout le rez-de-chaussée et le premier étage. De grandes enseignes HO sont placées sur le toit et au-dessus des fenêtres du premier étage, et de la nourriture, des produits de boucherie, des légumes, des textiles et des articles en cuir sont annoncés au-dessus des vitrines du rez-de-chaussée. En outre, la police populaire emménage dans le bâtiment avec l'installation d'un poste de police. Lors d'occasions spéciales, par exemple pour le festival mondial de la jeunesse et des étudiants en 1951, des slogans politiques sont fixés aux fenêtres et des affiches de propagande placées sur de grandes surfaces de la façade.

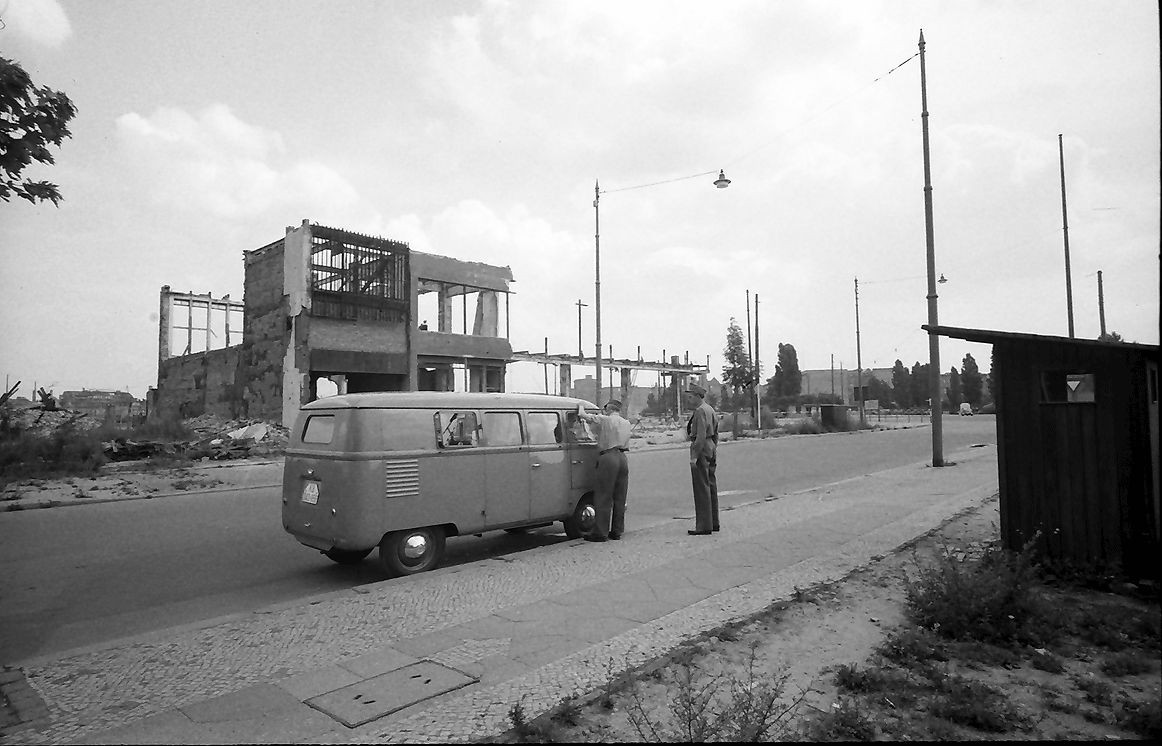
Reste du Columbushaus avec le passage vers la cour et l'entrée du parking souterrain de la Bellevuestrasse, 1957

Lors de l'insurrection du 17 juin 1953, le Columbushaus est pris d'assaut et incendié. Ses ruines sont démolies en 1957, quatre ans avant la construction du mur de Berlin. Les structures en acier sont démontées et réutilisées.
Après la chute du mur de Berlin, le Beisheim Center et plusieurs hôtels tels que le Marriott et le Ritz-Carlton sont construits à l'ancien emplacement du Columbushaus, au nord de la Bellevuestrasse, dans le cadre de la reconstruction de la Potsdamer Platz par Otto Beisheim et d'autres investisseurs.